# Paul Graham
Paul Graham (Weymouth, Inglaterra, 1964) é um programador Lisp, investidor e ensaísta. Ele escreveu On Lisp (1993), ANSI Common Lisp (1995) e Hackers & Painters (2004).
Em 1995, Graham e Robert Morris fundaram a Viaweb, o primeiro application service provider. O software da Viaweb (escrito principalmente em Common Lisp) permitia que os usuários construíssem suas próprias lojas virtuais. No verão de 1998, a Viaweb foi vendida para o Yahoo! por 455.000 ações da carteira do Yahoo!, avaliadas em USD$ 49,6 milhões. Após a aquisição, o serviço tornou-se o Yahoo! Store.

## Biografia

### Nascimento e Educação
Paul Graham nasceu 13 de novembro de 1964 em Weymouth, uma cidade litorânea de Dorset, Inglaterra. Ele é formado na Universidade Cornell em Ithaca, cidade de Nova Iorque, Estados Unidos. Em Cornell, Paul obteve um bacharel em humanidades (filosofia) no ano de 1986.
Ele continuou os estudos em Harvard, onde obteve mestrado (em 1988) e doutorado (em 1990) em ciências aplicadas com especialização em ciências da computação. Paul também estudou pintura na Academia de Belas Artes de Florença e na Escola de Design de Rhode Island.

### Empresas
Em 1995, Graham e Robert Morris criaram uma empresa de Software como serviço chamada Viaweb, considerada a primeira empresa Software como serviço, a empresa foi comprada pelo Yahoo em 1998 e foi renomeada Yahoo Store. 
Em 2005, Jessica Livingston, Paul Graham, Robert Morris e Trevor Blackwell fundaram a empresa Y Combinator, outra pioneira em seu ramo. Y Combinator é uma Incubadora de empresas e desde sua criação, já "incubou" mais de 800 startups, entre elas Airbnb e Dropbox.

### Ensaios e Livros
Desde 2001 Paul vem publicando ensaios regularmente em sua página. Paul é autor em livros de linguagens de programação Lisp (em 1993) e ANSI Common Lisp (em 1995). Ele também publicou uma coleção de seus ensaios, Hackers & Painters (em 2004).

## Ensaios
Em seus ensaios, Paul Graham trata de assuntos diversos, existem ensaios sobre a linguagem de programação Lisp, fundação de startups, até sobre convívio social de adolescentes em escolas de ensino médio.

### Sobre Lisp
Graham fala em um de seus ensaios, "Beating the Averages", sobre o uso de Lisp na época da criação de sua empresa Viaweb. O uso da linguagem Lisp era já difundido em universidades e em centros de pesquisa, mas seu uso em empresas era limitado, reduzido. No ensaio Paul fala sobre como programadores conhecem uma linguagem de alto nível, e tem uma tendência de se acomodar no uso da mesma.
Quando esses programadores se deparam com uma linguagem nova, mais poderosa, acabam a considerando muito carregada de funções, desnecessária. Se valendo dessa vantagem (Paul e seu parceiro conheciam bem Lisp) a empresa foi capaz de se manter sempre a frente da concorrência.

#### Linguagem Blub
Nesse ensaio também foi cunhado o termo Blub. Blub é uma linguagem hipotética, considerada um "meio-termo" no espectro das linguagens de baixo até alto nível. O paradoxo Blub é que o programador que usa Blub enxerga as linguagens de nível mais baixo que Blub como incompletas, precisam de muita programação extra por falta de uma funcionalidade X de Blub, então Blub é a melhor escolha. Linguagens com nível mais alto que Blub são desnecessárias, o programador "pensa" em Blub. Já um programador de uma linguagem de nível mais alto enxerga Blub como incompleta por não ter funcionalidade Y.

### Sobre Startups
Paul Graham afirma que a diferença entre startup e uma empresa comum, startups são criadas para crescimento rápido. Não é só esforço da equipe e sorte que causam o crescimento vertiginoso, caso essa fosse o único requisito, não existiria necessidade para a criação do termo.
A afirmação é apoiada pela ideia de que uma empresa necessita basicamente de dois itens para atingir crescimentos bruscos:
- Criar um produto que é desejado por muitas pessoas

O produto deve resolver um problema de um grande número de pessoas. Um software criado para ensinar tibetano para falantes do húngaro é um produto que pode ser servido a maioria dos que desejam esse produto. O número de usuários é limitado.
- Atingir e servir todas as pessoas que desejam esse produto

O produto deve atingir a população que o deseja. Uma barbearia é um exemplo de produto que é desejado por muitas pessoas, o corte de cabelo. Nesse caso o problema é servir a todos, os usuários que têm acesso a uma barbearia são usuários locais, raramente uma pessoa viaja em busca de um corte de cabelo. Há um problema para servir todos os usuários.
A maioria das empresas é restrita por um dos dois itens, a diferença entre essas empresas e startups de sucesso é que as startups não são restritas e podem atingir os dois.

### Sobre Nerds
Em um de seus ensaios, Paul discute as relações sociais de adolescentes no colégio. Há uma classificação dos alunos do colégio de acordo com a popularidade. Sendo os mais populares classificados como A e os menos populares classificados como E, as classificações dos que sentavam na mesma mesa para o almoço são se popularidade semelhante. Paul era, na própria classificação, classificado como D. 
Paul fala da correlação entre ser inteligente e ser nerd, também fala da correlação inversa entre ser nerd e ser popular. Dessa maneira criando uma ideia de que ser inteligente faz com seja impopular. Isso é questionado já que um aluno inteligente deve ser capaz de descobrir como funciona o sistema de popularidade e manipulá-lo a seu favor. Outra teoria é a de que alunos inteligentes são impopulares pois causam inveja nos que não são considerados da mesma forma.

A conclusão de Paul é a de que a qualidade de ser inteligente não é tão valorizada quanto aparência física, carisma ou habilidade em algum esporte, o que realmente acontece é que ser popular não é o interesse dos alunos inteligentes. Os alunos inteligentes desejam mais o aprendizado de algum assunto como escrever bem, programação de computadores, circuitos eletrônicos, etc.

### Por Paul Graham
- (em inglês)-Página oficial de Paul Graham
- (em inglês)-Blog de Paul Graham
- (em inglês)-Ensaios de Paul Graham
- (em inglês)-Áudio: Grandes Hackers
- (em inglês)-Áudio: O que os negócios podem aprender do Open Source
- (em inglês)-Citações de Paul Graham

### Sobre Paul Graham
- (em inglês)-Paul Graham Nails It
- (em inglês)-A resposta de Paul Graham para o spam em e-mails
- (em inglês)-Entrevista em Techcrunch

### Paródias
- Taste for the Web